# Spirobolus laetus
Spirobolus laetus är en mångfotingart som beskrevs av Karsch 1881. Spirobolus laetus ingår i släktet Spirobolus och familjen Spirobolidae. Inga underarter finns listade i Catalogue of Life.